# كلوخ بايين
كلوخ بايين هي قرية في مقاطعة كاشان، إيران. يقدر عدد سكانها بـ 81 نسمة بحسب إحصاء 2016.